# Tanacetum tricholobum
Tanacetum tricholobum là một loài thực vật có hoa trong họ Cúc. Loài này được (Sosn. ex Manden.) Chandjian mô tả khoa học đầu tiên năm 2002.